# ヴィンツァス・クディルカ

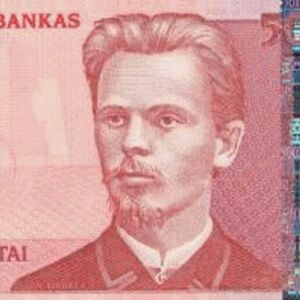
500リタス札に描かれているヴィンツァス・クディルカ

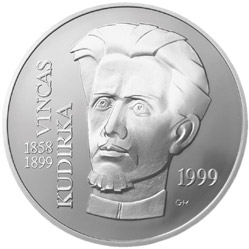
ヴィンツァス・クディルカの顔が描かれたリタス記念貨幣

ヴィンツァス・クディルカ（Vincas Kudirka、1858年12月31日（ユリウス暦 12月19日） - 1899年11月16日（ユリウス暦 11月4日））は、リトアニアの詩人、医者、作家。リトアニア国歌「国民賛歌」の作詞者および作曲家でもある。クディルカは、V・カプサス (V. Kapsas) 、パエジェリュ・ヴィンツァス (Paežerių Vincas) 、ヴィンツァス・カプサス (Vincas Kapsas) 、P・ヴィンツァス (P.Vincas) 、ヴァルパス (Varpas) 、Q.D、K.、V.K、ペルクーナス (Perkūnas) 、といった、さまざまなペンネームを用いていた。

## 経歴

### 学生時代
1858年12月、当時ロシア帝国領であったヴィルカヴィシュキス郊外のパエジェレイ (Paežeriai) で、農家の家に生まれる。パエジェレイの小学校で学んだ後、1871年、マリヤンポレのギムナジウムに入学。芸術を好み、勉強はよくできる方であった。6年生を修了した後、ポーランドのセイナイ (Seinai) の神学校に転校した。神学校で2年間学んだものの、「素質の欠落」を理由に退学している。
1881年より、ワルシャワ大学で歴史学と哲学を学んだが、翌年医学に転向する。学生時代はプロレタリアート政党の活動に参加していたが、1885年、カール・マルクスの『資本論』の複写を所持していたことを理由に国家転覆罪で逮捕され、ワルシャワ大学医学部を退学。1887年、ワルシャワ大学に復学し、その後1889年に大学を卒業した。

### 結核と彼の人生
大学卒業後、1890年から1894年までシャケイで町医者として働いた。しかしその頃、彼は不治の病であった結核にかかってしまう。シャケイで彼は弦楽器の合同合奏団を結成、そこで若き未亡人のV・クラシェヴスキエネと出会う。後に彼女は病に苦しむヴィンツァスの世話にいそしんだ。
病がひどくなり、1895年にウクライナのセヴァストポリへと移り、翌年リトアニアに戻った。その後、1899年11月16日、結核によりナウミエスティス（後のクディルコス・ナウミエスティス）にて死去。40歳であった。ナウミエスティスにて埋葬され、彼の墓には「国民賛歌」の後半部分が刻まれている。

### リトアニア文化への貢献
彼のリトアニア語による初めての作品は1885年に『アウシュラ』（Aušra、「夜明け」の意）に掲載された風刺詩「ユダヤ人は何故豚肉を食べないのか」 („Dėl ko žydai nevalgo kiaulienos?“) であった。
本格的に詩を書くようになると同時にリトアニア民族復興運動にも積極的に参加するようになった。1888年にワルシャワで学ぶ他のリトアニア人学生とともに、秘密結社「リエトゥヴァ」（Lietuva、「リトアニア」の意）を結成し、翌年「リエトゥヴァ」は、地下新聞『ヴァルパス』（Varpas、「ベル」の意）の発行を始めた。クディルカはその編集に携わり、その後10年にわたって新聞の発行に貢献した。1898年9月に出された『ヴァルパス』の第6号で、彼の「国民賛歌」の詩が掲載されたが、この詩は後の1918年にリトアニア共和国国歌の歌詞として採用されることとなる。なお、国歌の作曲もまたクディルカ自身が行った。
『ヴァルパス』に加え、1890年より農民向けの新聞『ウーキニンカス』（Ūkininkas、「農夫」の意）もクディルカのイニシアティヴで発行されるようになった。その後『ウーキニンカス』の編集はすべてクディルカによって行われるようになる。
クディルカはリトアニア文化に対して多大な影響を与え、また同時にリトアニアの民衆音楽のコレクションも発行している。彼はまた諷刺文学を書くことでも知られていた。

## 後世の評価
2009年7月5日、ヴィンツァス・クディルカの像がヴィルニュス市内の中心を通るゲディミナス大通りに建てられた。これは、「リトアニア」という国名が歴史上登場して1000周年を記念する式典に合わせて、ヴァルダス・アダムクス大統領（当時）ら政府高官によって建てられたものである。